# Centrolepis glabra
Centrolepis glabra là một loài thực vật có hoa trong họ Centrolepidaceae. Loài này được (F.Muell.) Hieron. mô tả khoa học đầu tiên năm 1873.